# Václav Babka
Václav Babka (11. srpna 1927 Praha – 1. července 2010 Olomouc) byl český herec.

## Život
Jednalo se o herce samouka, který se vyučil soustružníkem. U divadla začínal jako elév v době druhé světové války v roce 1943 v Hradci Králové. Po válce hrál čtyři roky ve Středočeském divadle v Mladé Boleslavi, poté absolvoval v letech 1949–1950 základní vojenskou službu. V letech 1951–1962 působil v Divadle pracujících v Gottwaldově (dnes Zlín). Od roku 1962 až do svého odchodu do důchodu v roce 1987 hrál v olomouckém Divadle Oldřicha Stibora.
U filmu začínal v roce 1954, první větší role přišla v roce 1957 v dnes již světoznámém Zemanově snímku Vynález zkázy (premiéra 1958). Objevil se téměř v 50. českých a slovenských filmech, kde velmi často hrál usedlejší postavy otců, úředníků, policajtů nebo učitelů. Mezi jeho nejznámější role patří snímky Až přijde kocour a Všichni dobří rodáci režiséra Vojtěcha Jasného nebo snímek Psi a lidé Evalda Schorma, či Ružové sny Dušana Hanáka.
V červnu 2007 mu byla udělena Cena města Olomouce za rok 2006 v oblasti dramatické umění.
Zemřel 1. července 2010 v ranních hodinách v olomoucké nemocnici na selhání srdce ve věku 82 let.

## Filmografie

### Film
- 1996 Konto separato
- 1992 Čarodějka
- 1990 Byli jsme to my?
- 1990 Zvláštní bytosti
- 1989 Člověk proti zkáze
- 1989 Uzavřený okruh
- 1987 Kam, pánové, kam jdete?
- 1987 O zatoulané princezně
- 1985 Pětka s hvězdičkou
- 1984 Výbuch bude v pět
- 1982 Predčasné leto
- 1982 Vinobraní
- 1981 Opera ve vinici
- 1980 Ja milujem, ty miluješ
- 1979 Tvář za sklem
- 1978 Čistá řeka
- 1978 Nekonečná - nevystupovat
- 1978 Stopař
- 1977 O moravské zemi
- 1977 Proč nevěřit na zázraky
- 1977 Příběh lásky a cti
- 1977 Stíny horkého léta
- 1976 Parta hic (Rudla Janeček)
- 1976 Ružové sny
- 1975 Plavení hříbat
- 1975 Škaredá dědina
- 1975 Tak láska začíná...
- 1974 Muž z Londýna
- 1973 Zlá noc
- 1972 O Sněhurce
- 1972 Rodeo
- 1971 Psi a lidé
- 1970 Kapitán Korda
- 1970 Lišáci - Myšáci a Šibeničák
- 1969 Den sedmý - osmá noc
- 1969 Dospěláci můžou všechno
- 1969 Mlčení mužů
- 1968 Všichni dobří rodáci
- 1967 Táňa a dva pistolníci
- 1966 Kočky neberem
- 1966 Ukradená vzducholoď
- 1965 Délka polibku devadesát
- 1963 Až přijde kocour
- 1961 Procesí k panence
- 1960 Přežil jsem svou smrt
- 1958 Touha
- 1958 Vynález zkázy
- 1954 Nedělní dostaveníčko

### Televize
- 1997 Arrowsmith
- 1995 Zlatník Ondra
- 1993 Arabela se vrací (seriál)
- 1993 O zvířatech a lidech (seriál)
- 1990 Věčný tulák
- 1983 Únosy bez výkupného (dětský kadeřník Krawiak)
- 1978 Jedno malé sídlisko (seriál)
- 1978 Spadla z oblakov (seriál - MUDr. Kamenistý)